# Команда Роландо Матуса
Команда Роландо Матуса (исп. Comando Rolando Matus) — чилийская крайне правая организация 1970-х. Являлась молодёжным военизированным крылом консервативной Национальной партии. Выступала с национал-консервативных антикоммунистических и антимарксистских позиций. Активно боролась против правящего левого блока Народное единство и правительства Сальвадора Альенде. Практиковала насилие, участвовала в политических убийствах. Поддержала военный переворот и хунту генерала Пиночета. В первые годы военного режима содействовала репрессивным органам хунты.

## Имя в названии
На выборах 1970 президентом Чили был избран марксист Сальвадор Альенде. К власти пришёл левый блок Народное единство с участием социалистов и коммунистов. Правительство Сальвадора Альенде проводило курс государственного регулирования и централизации, национализировало значительную часть промышленности, внедряло широкие социальные программы. В сельской местности разворачивалась аграрная реформы с перераспределением земли в пользу крестьянской бедноты. Социалистическая политика пользовалась значительной массовой поддержкой, но вызывала и активное сопротивление правой части чилийского общества. Крупной силой политической оппозиции являлась консервативная Национальная партия (НП).
Самые радикальные позиции занимало Левое революционное движение (MIR). Боевики MIR нападали на чилийцев, известных правыми взглядами, экспроприировали частную собственность, облагали выплатами «в пользу партизанского движения революционного народа». Был совершён ряд насильственных акций, захватов и убийств. 19 апреля 1971 столкновение фермерской обороны с боевиками сельского филиала MIR произошло в Пуконе. Был убит фермер Роландо Матус Кастильо. Владелец фермы «Карен» и член НП, он получил огнестрельные ранения и умер в больнице Темуко.
Событие вызвало большой резонанс в стране. Образ Роландо Матуса стал символом правых сил. Активисты НП решили создавать партийные боевые группы для борьбы с ультралевыми и коммунистами. Такой организацией стала Команда Роландо Матуса (CRM), учреждённая в декабре 1971.

## Кадры и идеи
Главным инициатором и лидером CRM выступил юрист горнодобычи Хуан Луис Осса Бульнес, активный деятель НП, руководитель молодёжного крыла националистов. В руководстве состояли также юрист корпоративного права Карлос Ларраин Пенья и студент сельскохозяйственного института Рене Мануэль Гарсиа. Силовые группы курировали фермер Патрисио Лагос, курсант военно-морского училища Мигель Сепульведа Кампос, активист молодёжной организации НП Ука Эйлин Лосано. Подключались юноши и даже подростки — Франсиско Видаль Салинас, Андрес Альяманд Савала.
Кадровую основу CRM составляли юноши и молодые мужчины 18—26 лет. Почти все состояли в НП или её молодёжной организации. Социально происходили, как правило, из элитных и зажиточных слоёв. Первоначальной целью CRM являлась физическая защита митингов и демонстраций правых от нападений MIR и преследований властей. Это было нормой чилийской политики того периода. Свои молодёжные структуры с силовым уклоном имели Социалистическая партия (Бригада Эльмо Каталана, BEC), Коммунистическая партия (Бригада Рамоны Парра, BRP), Христианско-демократическая партия (Бригада Эрнана Мери, BHM).
Боевики CRM—НП имели униформу: каски, белые рубашки, синие брюки, чёрные сапоги. Эмблемой служила шестистрельная звезда, либо шесть шахматных клеток над аббревиатурой (использовалась как знак на касках). Вооружались лумовыми дубинками, металлическими трубами, нунчаками, любыми тяжёлыми предметами, удобными в драке. В качестве своеобразного гимна использовалась речёвка: ¡Compañero Rolando Matus! ¿Quién lo mató? ¡Los comunistas! ¿Quién lo vengará? ¡Los nacionalistas! — Соратник Роландо Матус! Кто его убил? Коммунисты! Кто отомстит? Националисты!.
Ещё до гибели Роландо Матуса, 1 апреля 1971, была создана ультраправая организация Родина и свобода (PyL) во главе с Пабло Родригесом. CRM имела с PyL много общего, но и заметные отличия. PyL была самостоятельной организацией, тогда как CRM — отделением НП. Идеология CRM практически не расходилась с партийной доктриной НП. Национально-революционные и фашистские установки PyL не были характерны для национал-консервативной CRM. Именно PyL стала в Чили авангардом праворадикального антикоммунизма и антиальендизма. Другие группировки сходного плана, в том числе CRM, занимали второстепенное положение.

## Акты политического насилия
Команда Роландо Матуса играла видную роль в чилийском политическом насилии 1972—1973. Часто CRM проводила совместные силовые операции с PyL. Боевики CRM активно участвовали в аграрных столкновениях на юге страны — в Араукании особенно жёстко шла борьба в сельской местности, здесь погиб Роландо Матус. Аграрная реформа на юге во многом была сорвана действиями CRM. Активисты блокировали автомагистрали, нарушали системы снабжения, поддерживали забастовочное движение, особенно на транспорте.
В городах боевики CRM атаковали членов MIR, BRP и BEC, устраивали массовые драки, диверсии на объектах транспортной и топливно-энергетической инфраструктуры. В этих столкновениях погибли несколько человек. Под влиянием CRM бастовали старшие школьники, срывая правительственную образовательную реформу.
Перед парламентскими выборами 1973 боевики CRM избивали и даже обстреливали кандидатов «Народного единства». Были совершены покушения на социалиста Эриха Шнаке в Конститусьоне, коммунистку Хульету Кампусано в Овалье, представительницу МАПУ Глэдис Гоэде в Ранкагуа. (В итоге Шнаке и Кампусано всё же были избраны в сенат, лидер CRM Осса Бульнес — в палату депутатов). 12 мая 1973 массовая молодёжная драка между сторонниками и противниками «Народного единства» произошла в Консепсьоне. В этом столкновении активно участвовали члены CRM. Был убит семнадцатилетний левый активист Эладио Кааманьо.
Члены CRM, вместе с боевиками PyL, НП, Радикальной демократии, участвовали в убийстве капитана Артуро Арайи — военно-морского адъютанта президента Альенде. Были арестованы более тридцати человек, в том числе руководящие активисты CRM Эйлин Лосано и Сепульведа Кампос. Гильермо Клавери, официально признанный непосредственным убийцей (сам он вину не признал), ранее был исключён из PyL решением Роберто Тиеме и состоял в CRM. Никто из них не подвергся реальному наказанию.

## Победа и прекращение
11 сентября 1973, в Чили произошёл правый военный переворот. Правительство Альенде было свергнуто, сам президент покончил с собой. К власти пришла военная хунта во главе с генералом Аугусто Пиночетом. Национальная партия и Команда Роландо Матуса, как и «Родина и свобода», приветствовали военный режим. Переворот 11 сентября воспринимался членами CRM как собственная победа.
Хунта не собиралась сохранять многопартийную систему и вообще терпеть самостоятельных гражданских союзников. «Родина и свобода» была распущена уже 13 сентября. Через несколько недель объявила о самороспуске НП. Но Команда Роландо Матуса существовала ещё несколько лет. Активисты CRM помогали военным, карабинерам и впоследствии ДИНА и СЕНИ выявлять и арестовывать сторонников свергнутого «Народного единства». Однако полиция и спецслужбы не нуждались в такой поддержке. К концу 1970-х деятельность CRM сошла на нет. Члены и сторонники организации продолжали поддерживать режим Пиночета.
В период диктатуры и после восстановления демократии лидеры и активисты CRM стали известными политиками, предпринимателями, юристами, деятелями науки и культуры. Осса Бульнес был среди основателей Движения национального союза, на основе которого создана партия Национальное обновление. Ларраин и Альяманд были сенаторами Чили, Мануэль Гарсиа — депутатом парламента, Видаль Салинас — министром обороны.